# Dura Parchment 24
Uncial 0212 (nos numerais de Gregory-Aland), é um manuscrito uncial grego do Novo Testamento, datado pela paleografia para o século III.